# Joasaph (métropolite de Moscou)
Pour les articles homonymes, voir Joasaph.
Joasaph (décédé en 1555 ou 1556) fut métropolite de Moscou et de toute la Russie de 1539 à 1542. Il est reconnu comme saint par l'Église Orthodoxe Russe. Sa fête a été fixée le 27 juillet.